# Schatkamer van de Dom van Trier
De schatkamer van de Dom van Trier (Duits: Trierer Domschatzkammer) is een museum van kerkelijke en middeleeuwse kunst verbonden aan de Dom van Trier in de Duitse stad Trier. Het museum herbergt een belangrijke kerkschat, dit ondanks zware verliezen in de Franse tijd. Met name op het gebied van middeleeuwse kunstnijverheid behoort de Trierse domschat tot de voornaamste in Duitsland. De kerkelijke schatkamer behoort met de Dom tot het UNESCO werelderfgoed. Het museum is eigendom van het bisdom Trier.

## Geschiedenis
Al omstreeks 1200 werden de relieken van de Dom van Trier bewaard in een aparte schatkamer aan de noordzijde van het priesterkoor. Aangezien de dom een van de oudste nog bestaande kerken van Duitsland is, mag worden aangenomen dat de kerkschat nog ouder is. Volgens de overlevering werden diverse belangrijke relikwieën verworven door toedoen van Helena van Constantinopel, de moeder van Constantijn de Grote, die in het begin van de vierde eeuw in Trier resideerde. Later werd Helena heilig verklaard. De Dom van Trier bezit diverse Sint-Helenarelieken. Onder bisschop Egbert van Trier (eind 10e eeuw) beleefde de edelsmeedkunst een grote bloeiperiode. Diverse kostbare reliekhouders werden in deze periode aan de kerkschat toegevoegd.
Doordat de toeloop van bedevaartgangers vanaf de 14e eeuw sterk toenam, werd omstreeks 1480 een nieuw onderkomen voor de kerkschat gevonden in de zogenaamde Badische Bau, waar de schatkamer en het domarchief nog steeds zijn gevestigd. Van 1512 tot 1655 werden de belangrijkste relieken vanaf een speciaal voor dat doel gebouwde tribune vóór het westkoor aan de verzamelde pelgrims op het Domplein getoond. Het is niet bekend of in Trier ook zevenjaarlijkse heiligdomsvaarten plaatsvonden. Inventarissen uit 1238, 1429 en 1776 verschaffen veel informatie over de geschiedenis van de kerkschat. Ondanks talrijke stadsbranden, oorlogen en plunderingen bleef de kerkschat eeuwenlang intact, hoewel ze soms bij oorlogsdreiging tijdelijk naar het fort Ehrenbreitstein of een ander veilig oord werd overgebracht.
In 1792 brak de Eerste Coalitieoorlog uit en twee jaar later werd Trier samen met de rest van het Rijnland ingelijfd bij de Eerste Franse Republiek. In deze periode gingen grote delen van de kerkschat verloren, doordat veel gouden en zilveren voorwerpen werden omgesmolten om aan de hoge oorlogsbelastingen te kunnen voldoen. Alleen al in 1792 werd 399 kilogram aan edelmetaal bij het keurvorstelijk munthuis ingeleverd. Slechts twaalf voorwerpen van edelmetaal overleefden deze aanslag. Een van de topstukken, de zogenaamde Petrusstaf, afkomstig uit de Egbertwerkplaatsen, kwam in 1802 in het bezit van de hertogen van Nassau en bevindt zich vanaf 1827 in de Dom van Limburg.
In de 19e en 20e eeuw kon de kerkschat door schenkingen en bruiklenen, maar ook door aankopen uit de kunsthandel en opdrachten aan kerkelijke kunstateliers weer enigszins worden aangevuld. Ook archeologische opgravingen leverden soms verrassende vondsten op, zoals de kromme van een bisschopsstaf in het graf van aartsbisschop Hendrik II van Finstingen in 1851.
Tijdens de laatste jaren van de Tweede Wereldoorlog werden de belangrijkste kunstschatten van Trier, samen met die van Aken en Essen, in veiligheid gebracht in een verlaten mijntunnel nabij Siegen, waar ze in april 1945 door Amerikaanse troepen werden ontdekt en nog in dezelfde maand naar hun respectievelijke schatkamers konden terugkeren. De overige objecten belandden korte tijd in het Marburg Central Collecting Point in Marburg, vanwaar ze door bemiddeling van Walker Hancock (van de Monuments Men) binnen een jaar konden terugkeren.

## Collectie
|                                                                                              |  |  |
| Geopend en gesloten reliekschrijn met de schedel van Sint-Helena in de oostcrypte van de Dom |  |  |

De museumcollectie bestaat onder andere uit reliekhouders, liturgisch vaatwerk, religieuze beelden en reliëfs, schilderijen, tekeningen, prenten, boeken, handschriften en paramenten. De voorwerpen dateren uit de 3e/4e tot de 20e eeuw, met een zekere nadruk op de middeleeuwen.

### Relieken en reliekhouders
Vier van de belangrijkste relieken en reliekschrijnen van de Dom bevinden zich niet in de schatkamer, maar staan permanent elders in de kerk opgesteld: de Heilige Tuniek in een aparte kapel achter het koor (zichtbaar via een opening in het barokaltaar), de reliekhouder met de schedel van de heilige Helena in de oostcrypte, het reliekschrijn van Sint-Maternus in de middencrypte, en het reliekschrijn van Sint-Blasius in de westcrypte. De verzameling reliekhouders in de schatkamer is echter niet minder indrukwekkend. Enkele hoogtepunten:
- Het Andreas-draagaltaar, meestal aangeduid als Egbertschrijn, een reliekenkistje uit de beroemde 10e-eeuwse werkplaats van bisschop Egbert van Trier. Het schrijn in de vorm van een draagaltaar met daarop een verguld koperen voet bevatte belangrijke relieken: de sandaal van de apostel Andreas, een pluk baardharen van Sint-Petrus, enkele schakels van de ketting waarmee hij vastgeketend was, en enkele hieronder afzonderlijk te noemen relieken.
- Een nagel van het Heilig Kruis, volgens de legende meegebracht uit het Heilige Land door Sint-Helena, gevat in een kostbare reliekhouder, eveneens uit het Egbertatelier, voorheen bewaard in het Egbertschrijn.
- De drinknap van de heilige Helena, eveneens voorheen bewaard in het Egbertschrijn. De kom is gemaakt van amethist en dateert mogelijk uit de 3e of 4e eeuw. Het zilverbeslag is Boheems en dateert uit de 14e eeuw.
- De armreliekhouder van de Heilige Anna, of Sint-Anna-arm, uit de 2e helft van de 15e eeuw. Sommige delen zijn in de 19e eeuw vernieuwd.

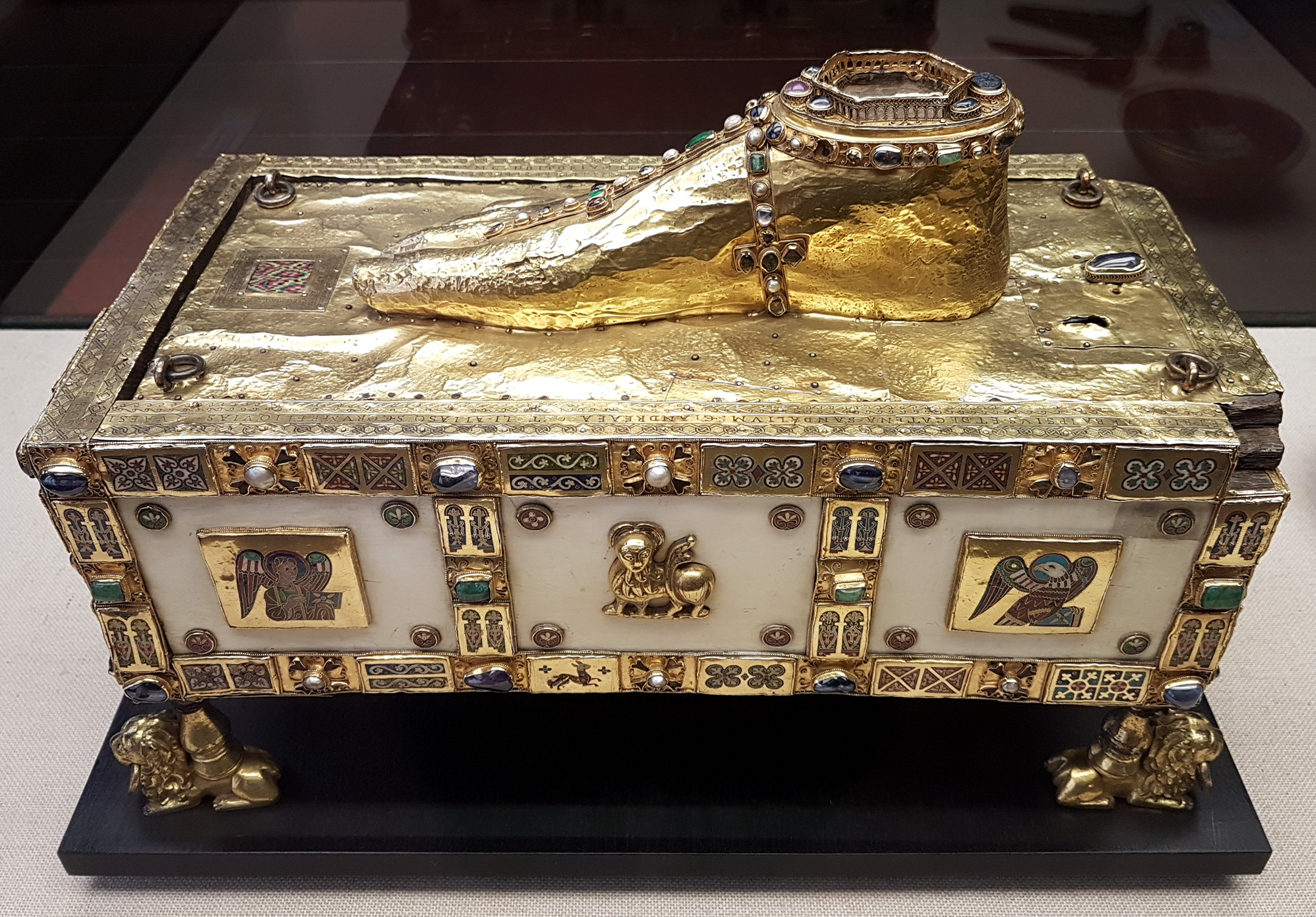
Egbertschrijn
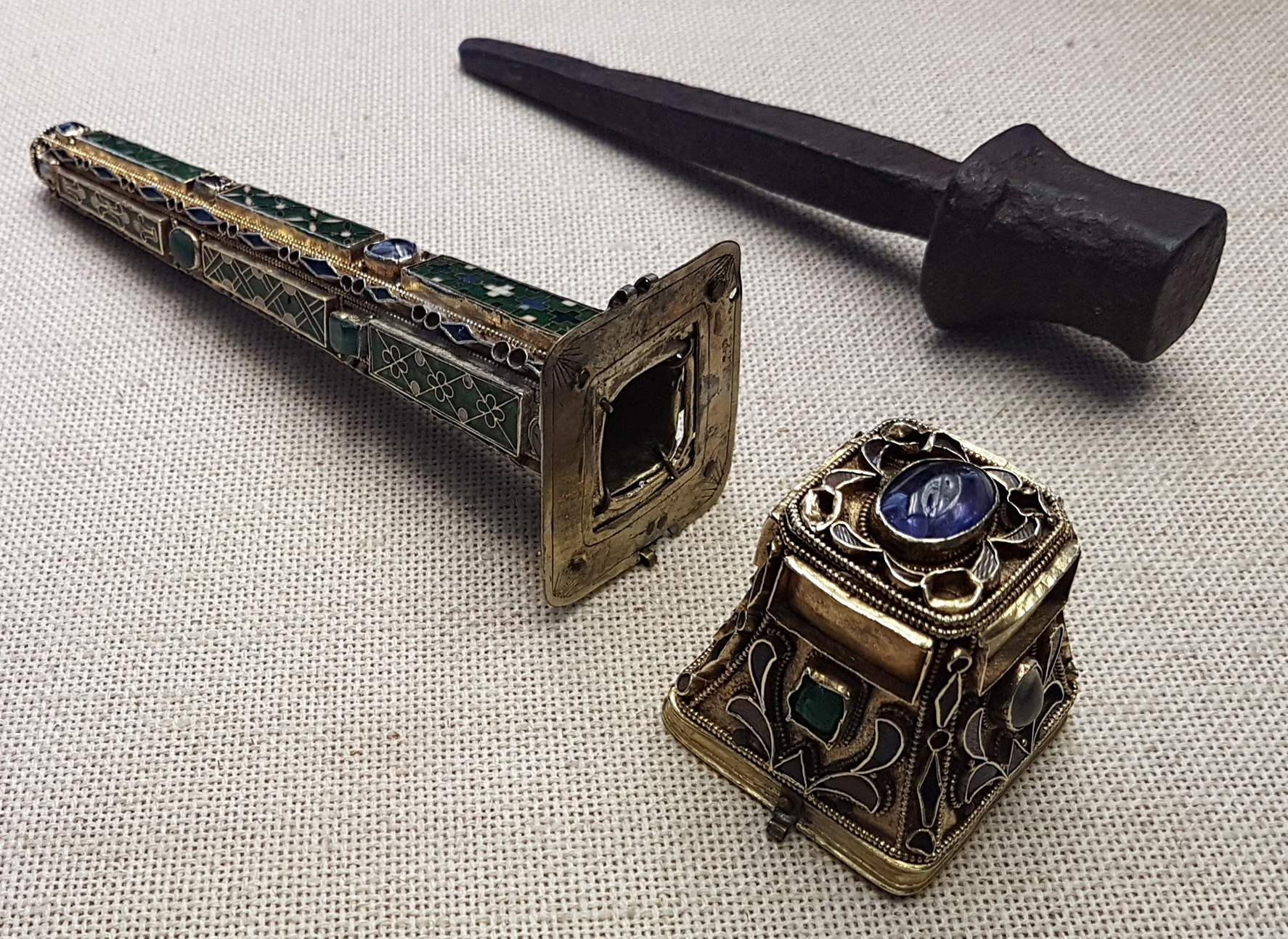
Reliekhouder Heilige Nagel
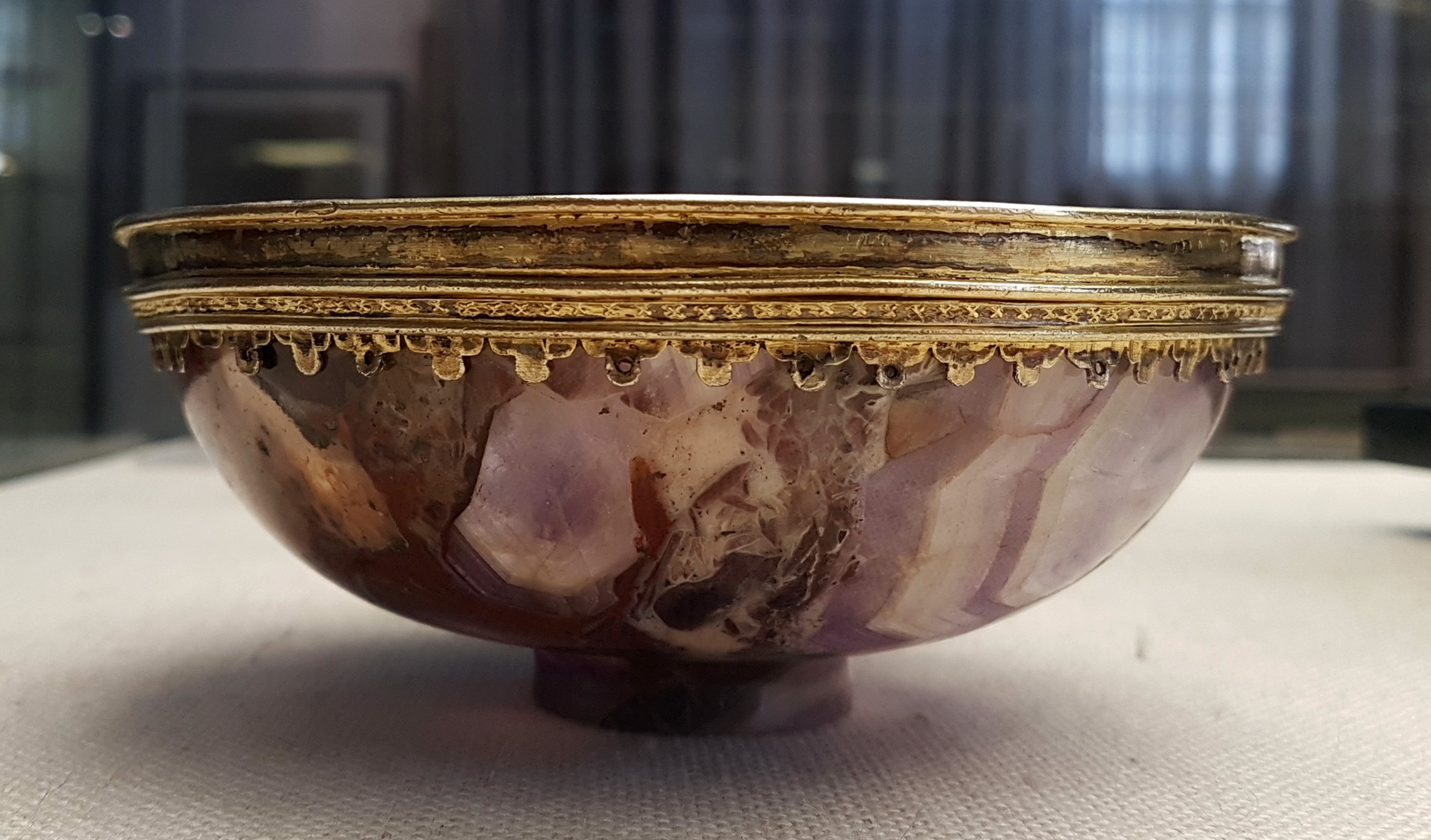
Drinknap van Sint-Helena
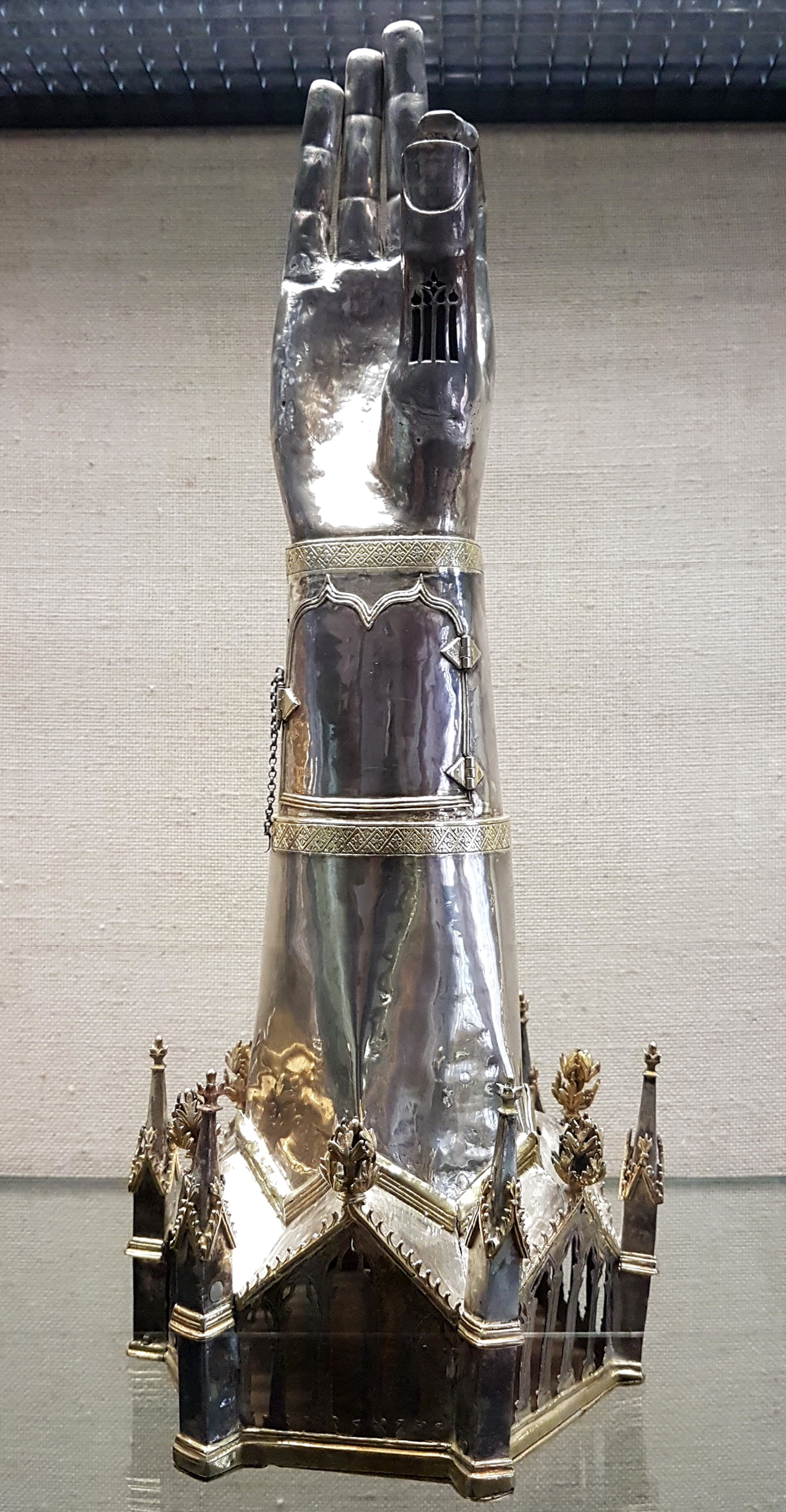
Sint-Anna-arm

### Liturgische voorwerpen
In zijn lange geschiedenis heeft de Dom van Trier een uitgebreide collectie liturgisch vaatwerk, kandelaars en processiekruisen vergaard. Enkele hoogtepunten:
- De grafkelk, pateen en bisschopsring van Poppo van Babenberg, aartsbisschop van Trier van 1016-47.
- Het bronzen wierookvat van Gozbert (Trier?, ca. 1100).
- Een rijk bewerkt zilveren wierookvat (Trier?, 12e eeuw).
- Een draagaltaar met diverse relieken (Trier?, 12e eeuw).
- Een kokosnootbeker, waarschijnlijk gebruikt als reliekhouder, oorspronkelijk afkomstig uit de Sint-Gangolfkerk (Trier?, 2e helft 16e eeuw).
- Diverse neoromaanse en neogotische miskelken, monstransen, processiekruizen en bisschopsstaven, onder andere van de Akense goudsmeden Martin Vogeno en August Witte, en de Trierse edelsmidse Brems-Varain.

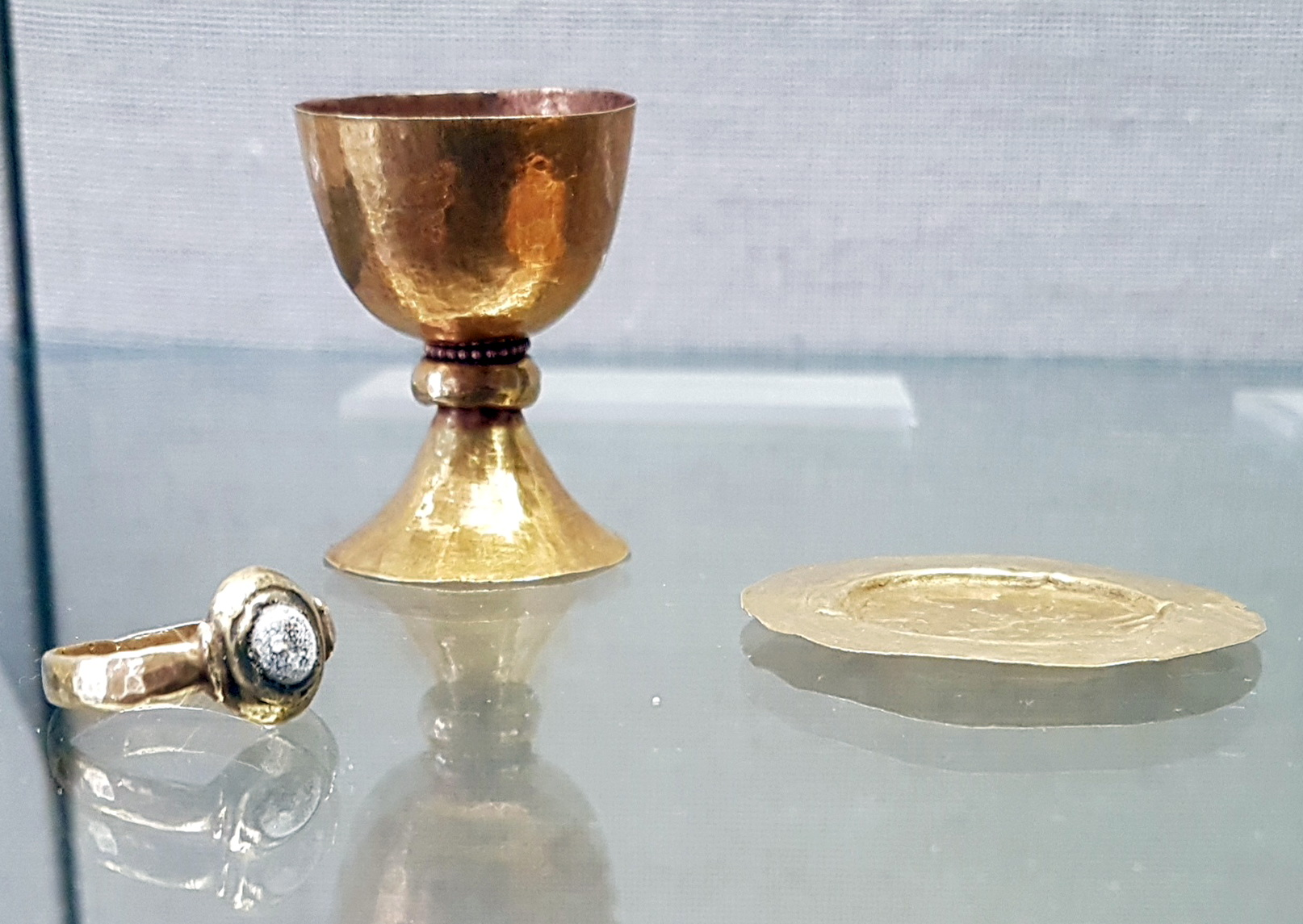
Grafbijgaven Poppo van Babenberg
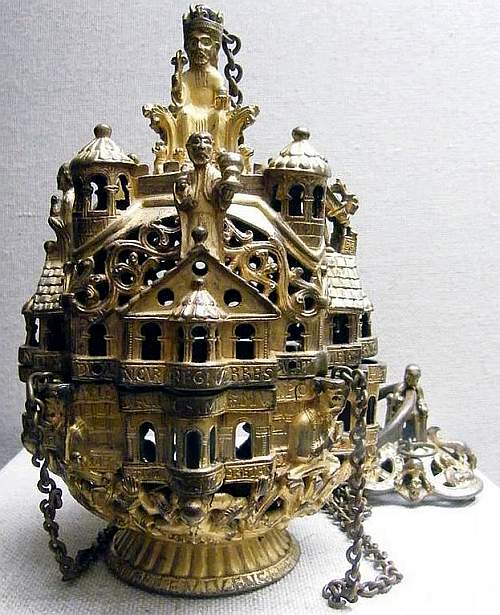
Wierrookvat van Gozbert
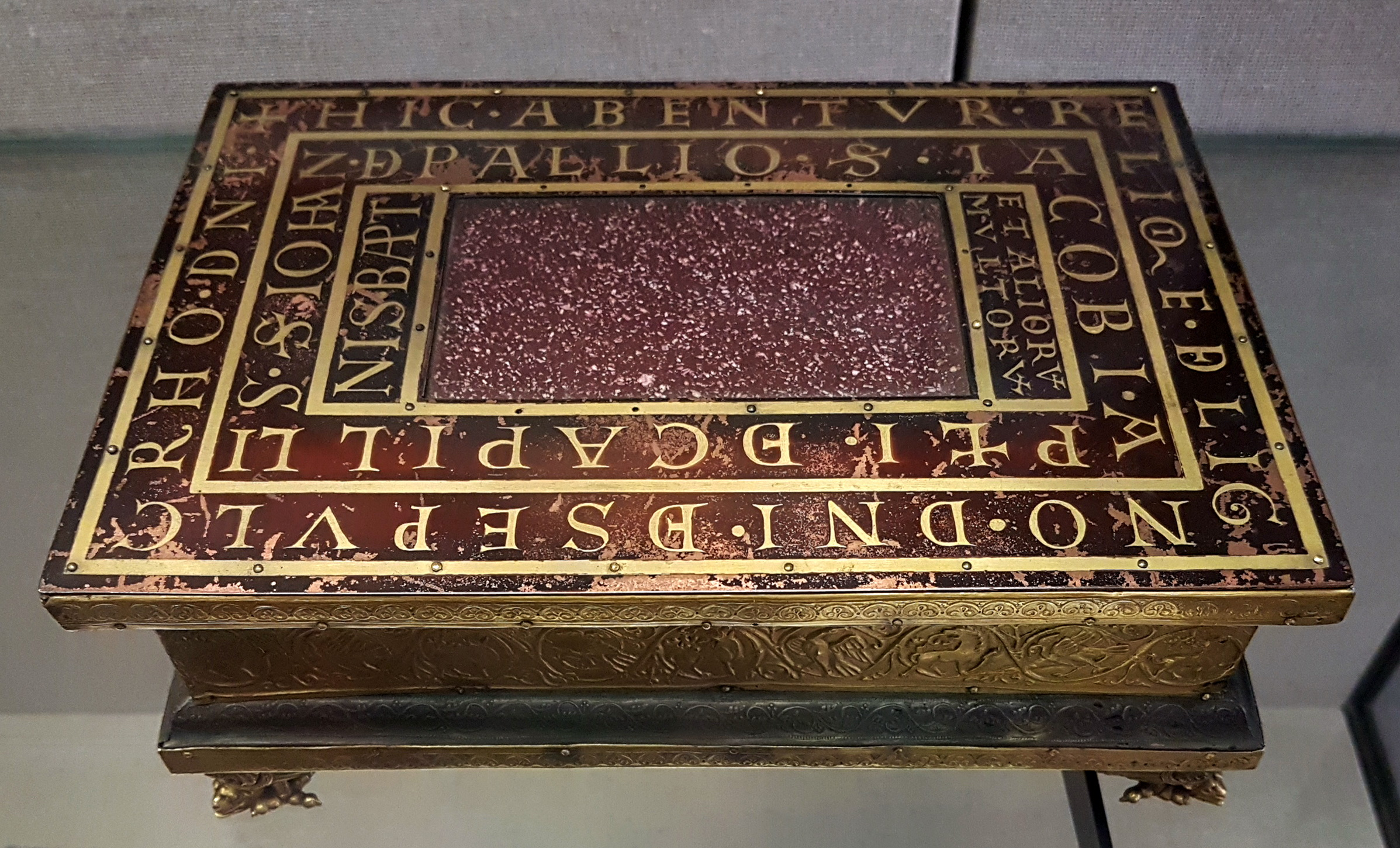
12e-eeuws draagaltaar
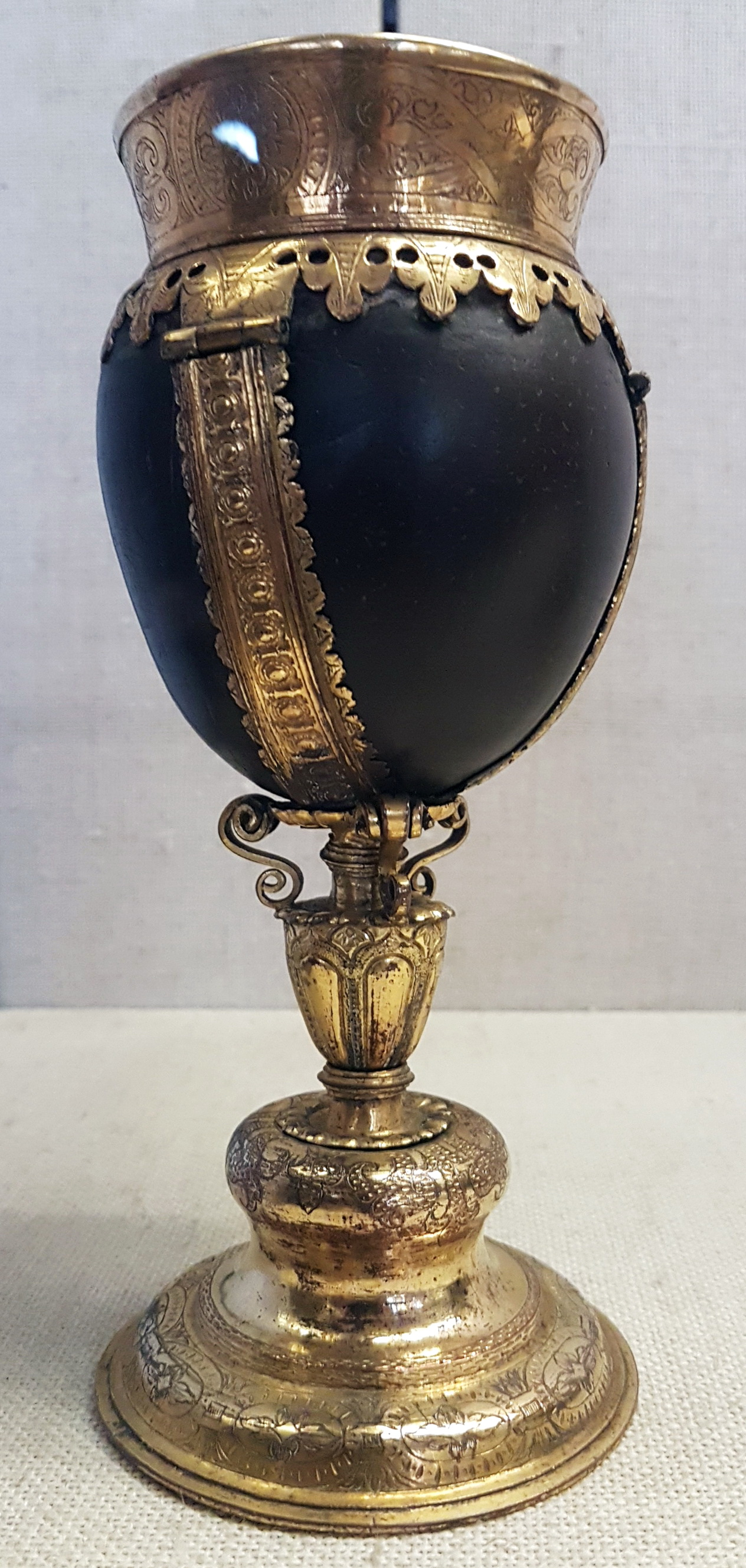
Kokosnootbeker

### Emailleerkunst
Enkele hoogtepunten uit de verzameling emailles:
- Het Andreas-triptiek, een 12e-eeuws Maaslands product van edelsmeedkunst met op de zijpanelen van het drieluik fraaie champlevé emailles uit ca. 1160-70, mogelijk van de hand van Godfried van Hoei. Het verguld zilveren Andreasbeeldje dateert uit 1605.
- Een reliekenkistje met reliëfafbeeldingen van heiligen (Limoges, eind 12e eeuw).
- Een processiekruis met een koperen corpusreliëf (Limoges, eind 12e eeuw).
- De bisschopsstaf van Arnold II van Isenburg, aartsbisschop van Trier van 1242-1259 (Limoges, midden 13e eeuw).
- De bisschopsstaf van Hendrik II van Finstingen, aartsbisschop van Trier van 1260-1286 (Limoges, midden 13e eeuw).

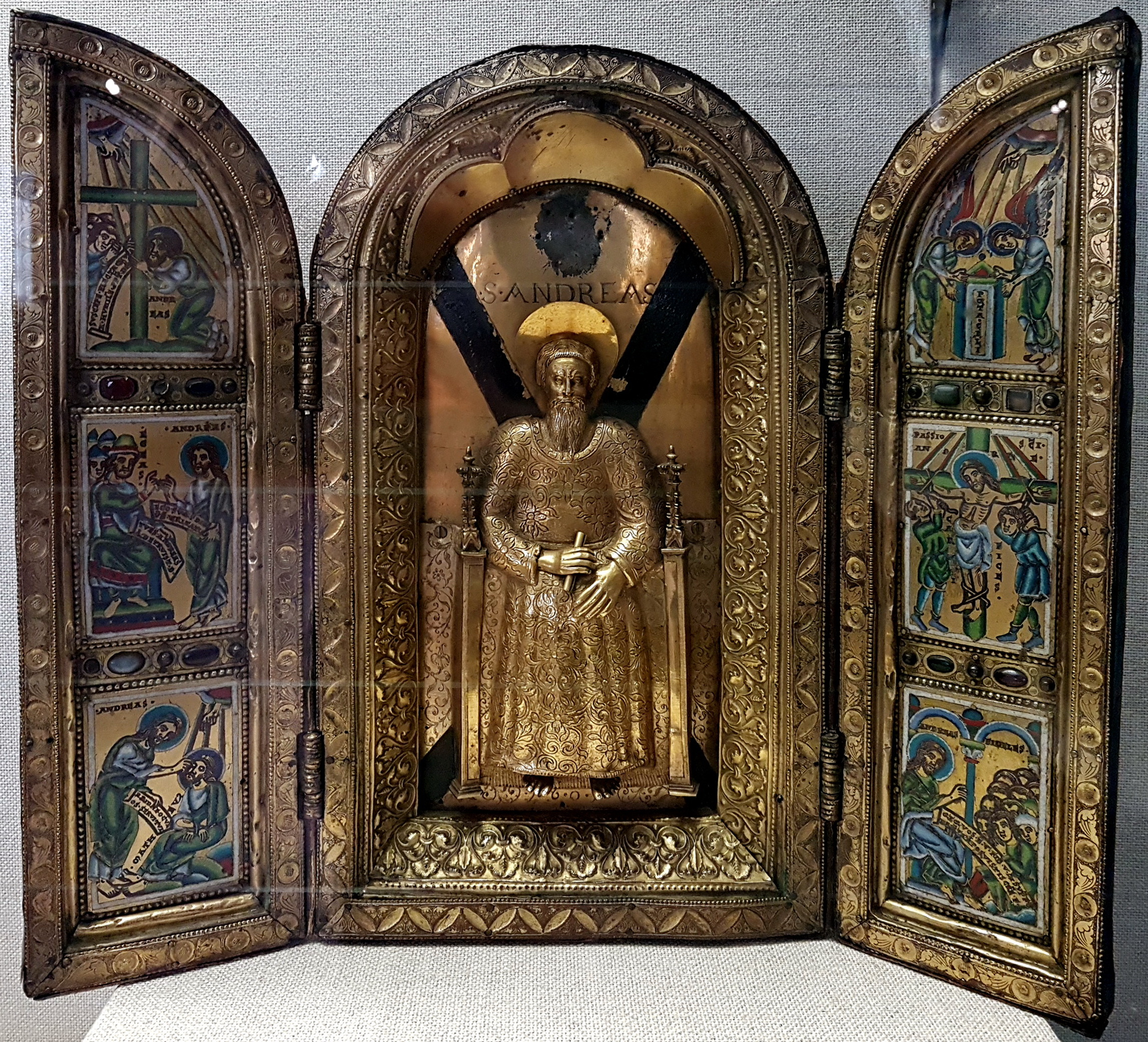
Andreas-triptiek met Maaslandse emailles
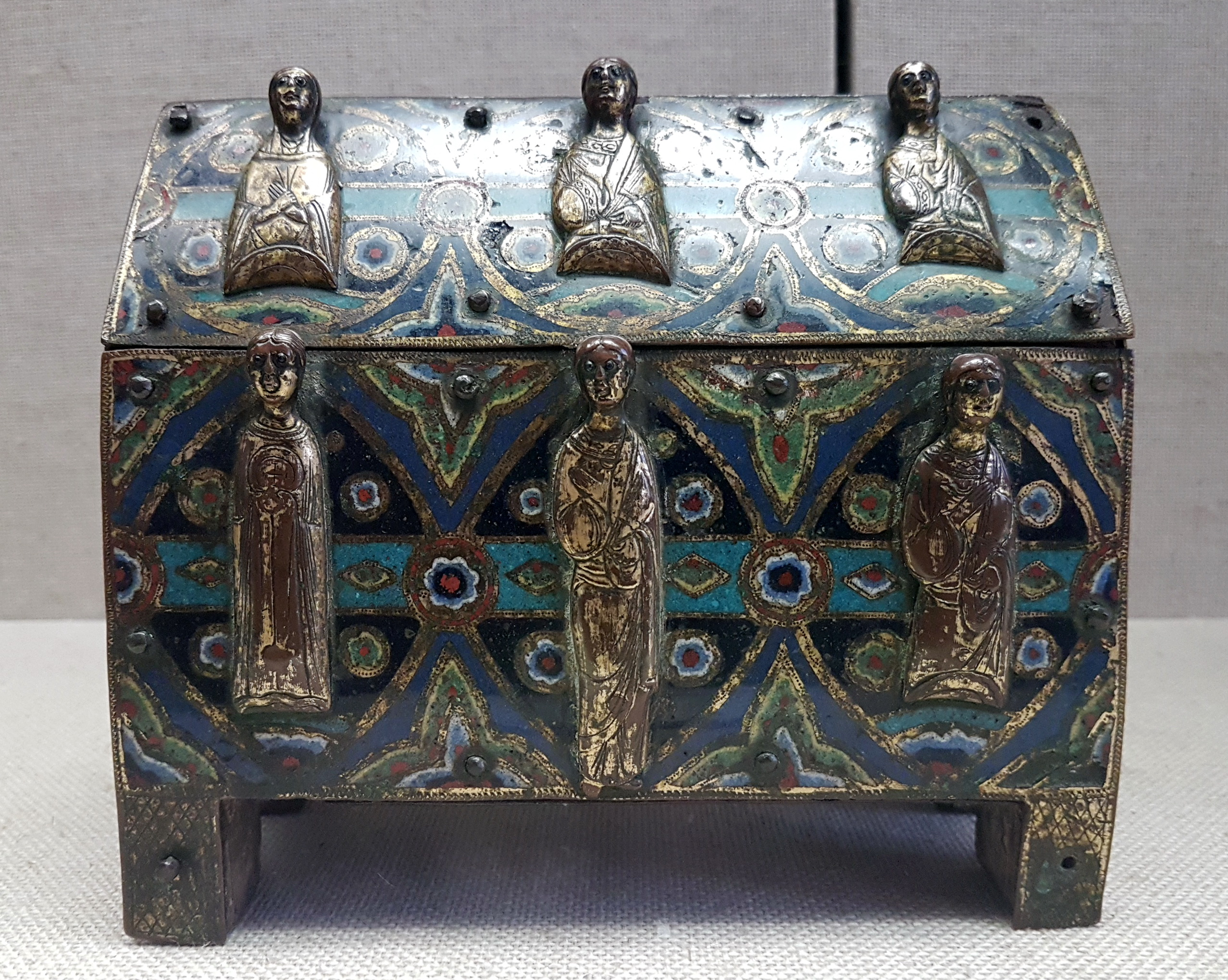
Limoges reliekenkistje
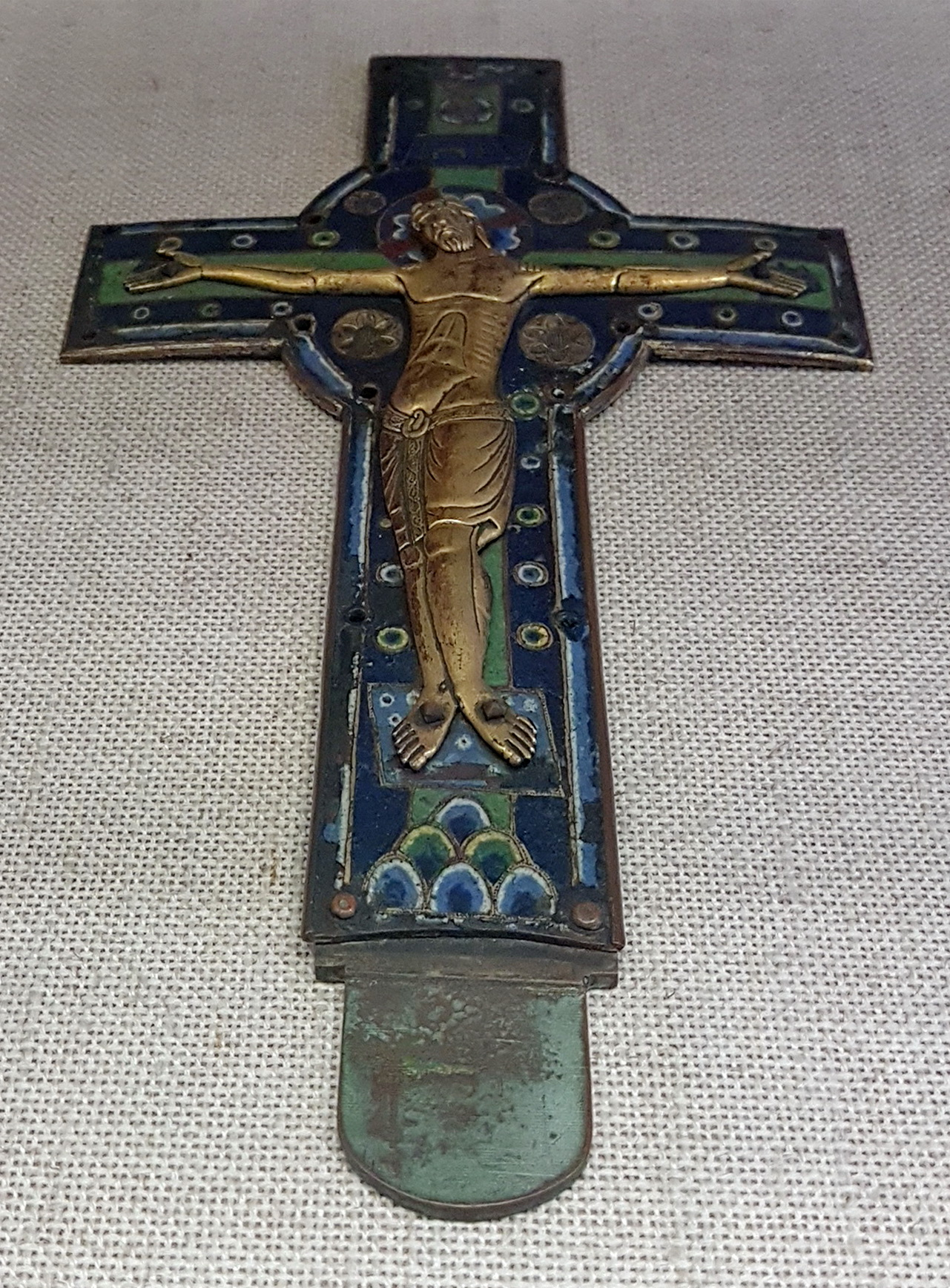
Limoges processiekruis
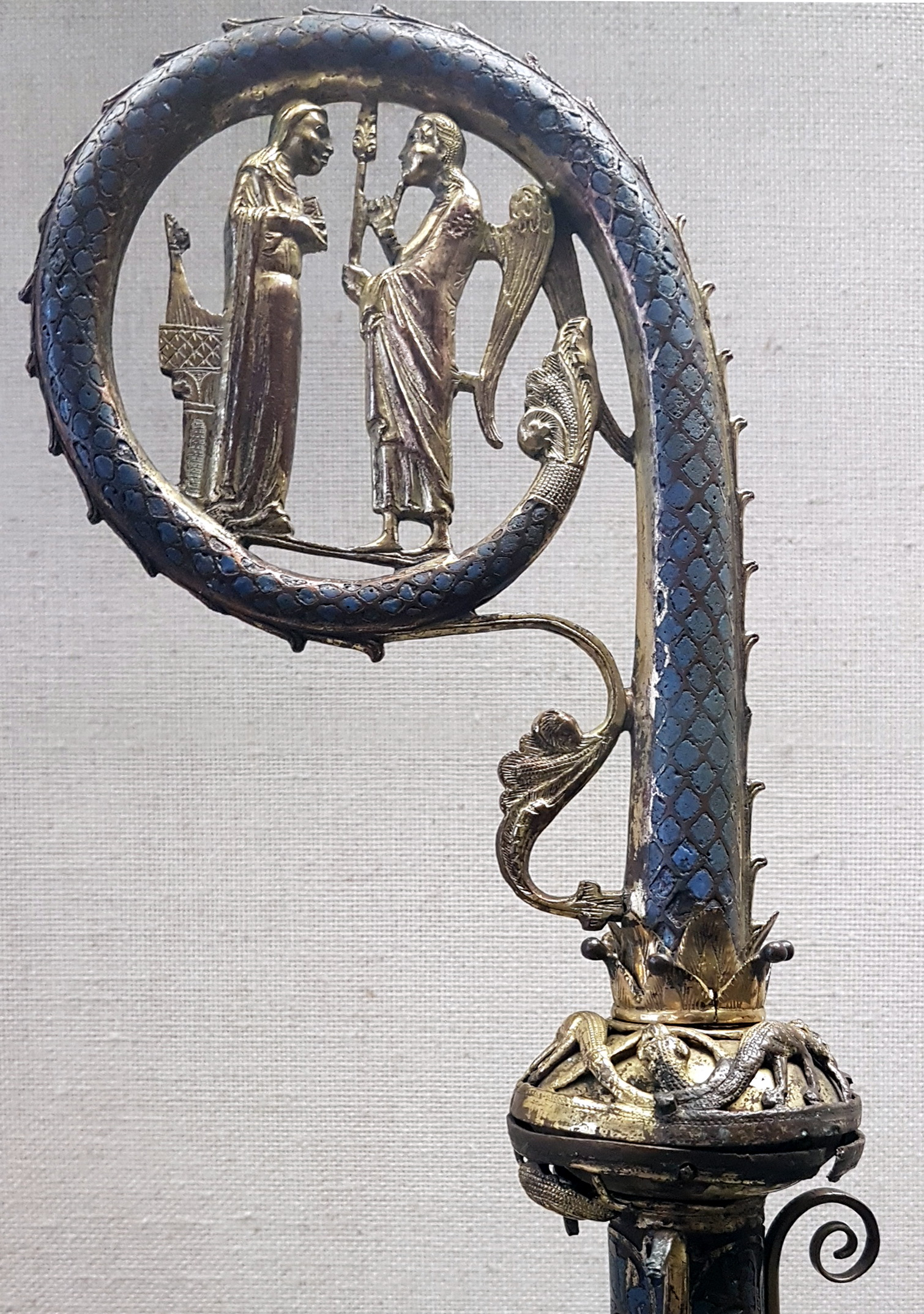
Bisschopsstaf Arnold II van Isenburg

### Schilder- en beeldhouwkunst

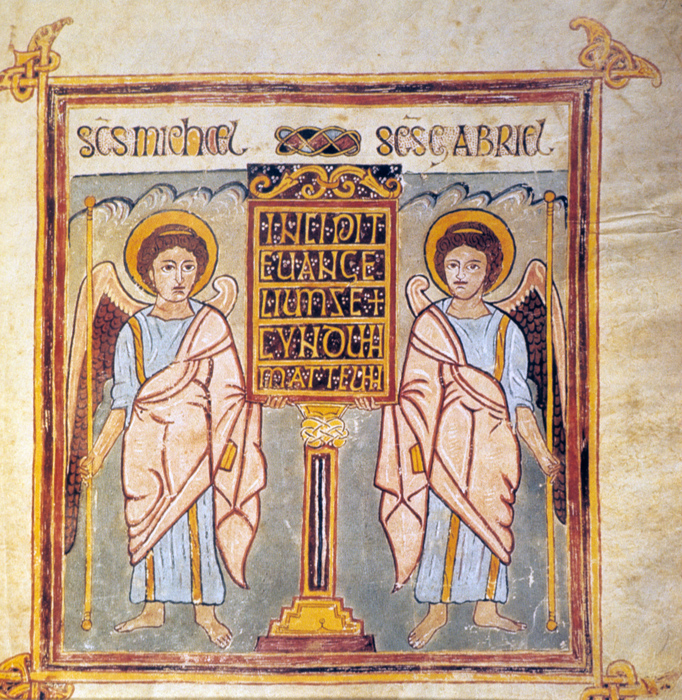
Triers Evangeliarium

De Dom van Trier bezit een groot aantal schilderijen, beelden en reliëfs, deels ivoorsnijwerk. De meeste beelden en schilderijen staan of hangen permanent in de dom, waar ze een religieuze functie hebben. De hoogtepunten in de schatkamer zijn:
- Een Byzantijns ivoren reliëf van een reliekenprocessie (Constantinopel, 5e eeuw).
- Een ivoren reliëf met de Opdracht in de tempel en de Doop in de Jordaan, onderdeel van een boekomslag van de zogenaamde Simeonscodex (Trier, ca. 1100).
- Een ivoren reliëf met de Annunciatie, onderdeel van een boekomslag (Saksisch, begin 12e eeuw).
- Een zilveren Madonna met Kind in een stralenkrans (Franz Thaddäeus Lang, Augsburg, 1725-30).

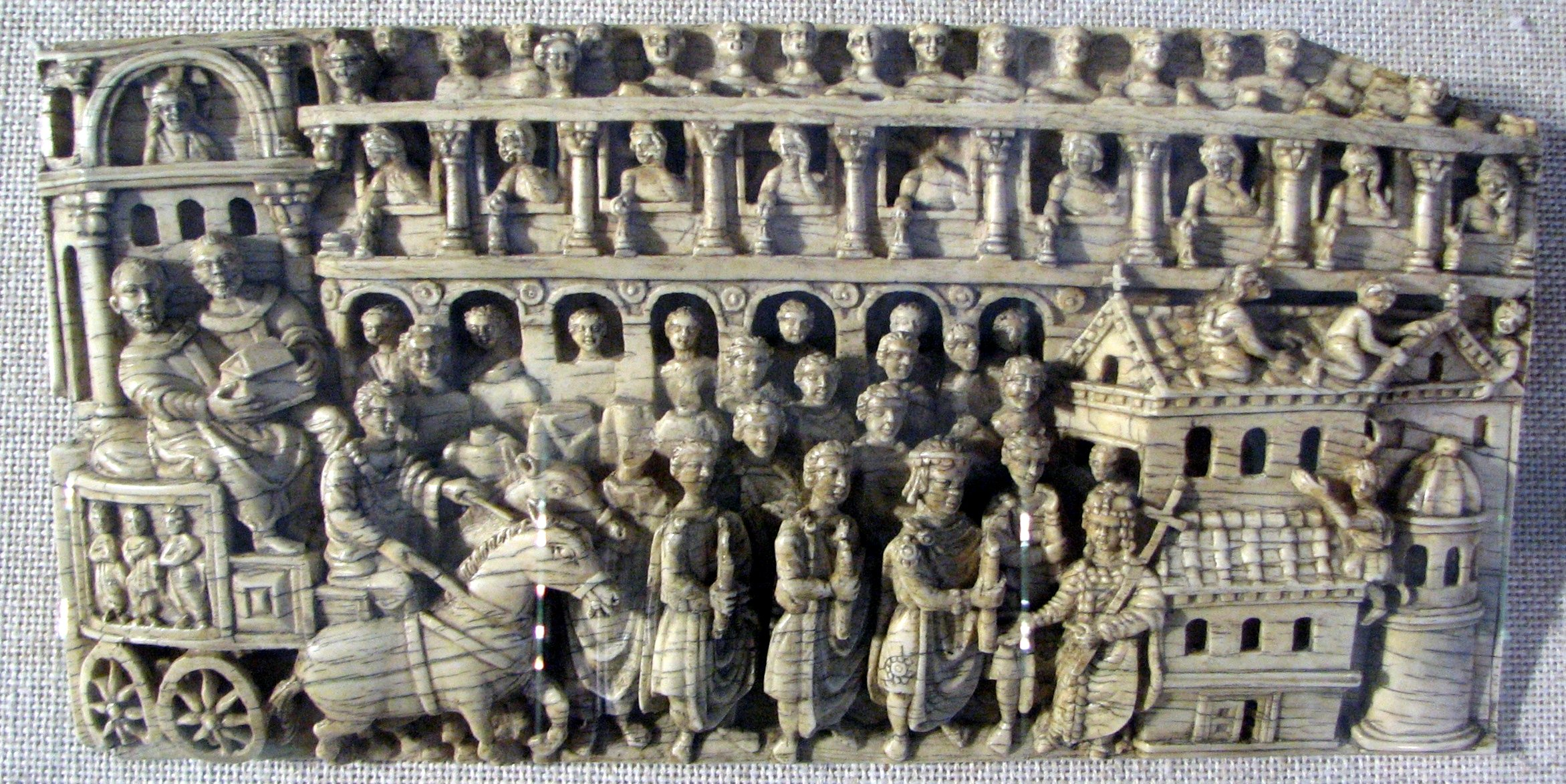
Reliëf van reliekenprocessie
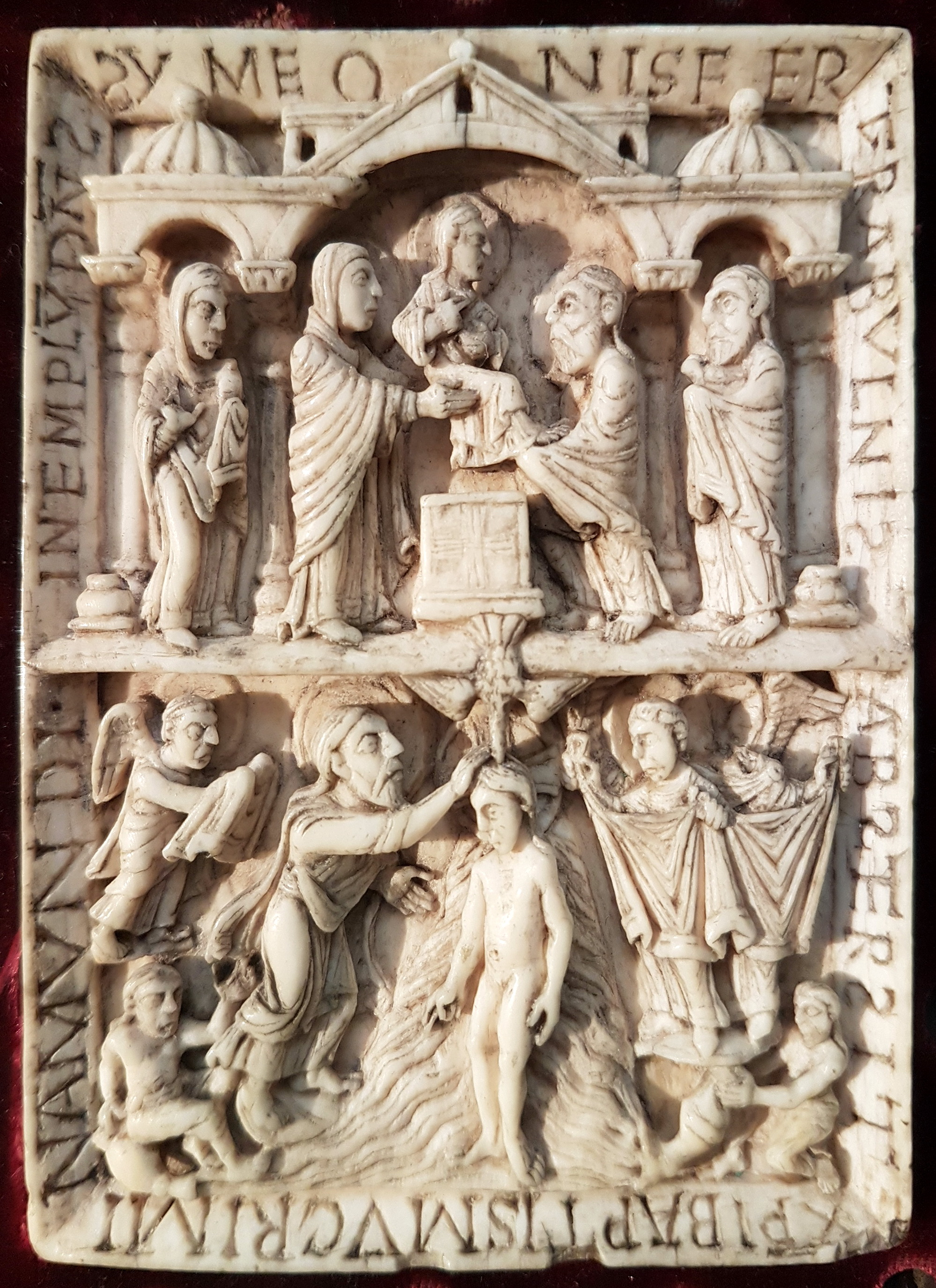
Boekomslag Simeonscodex
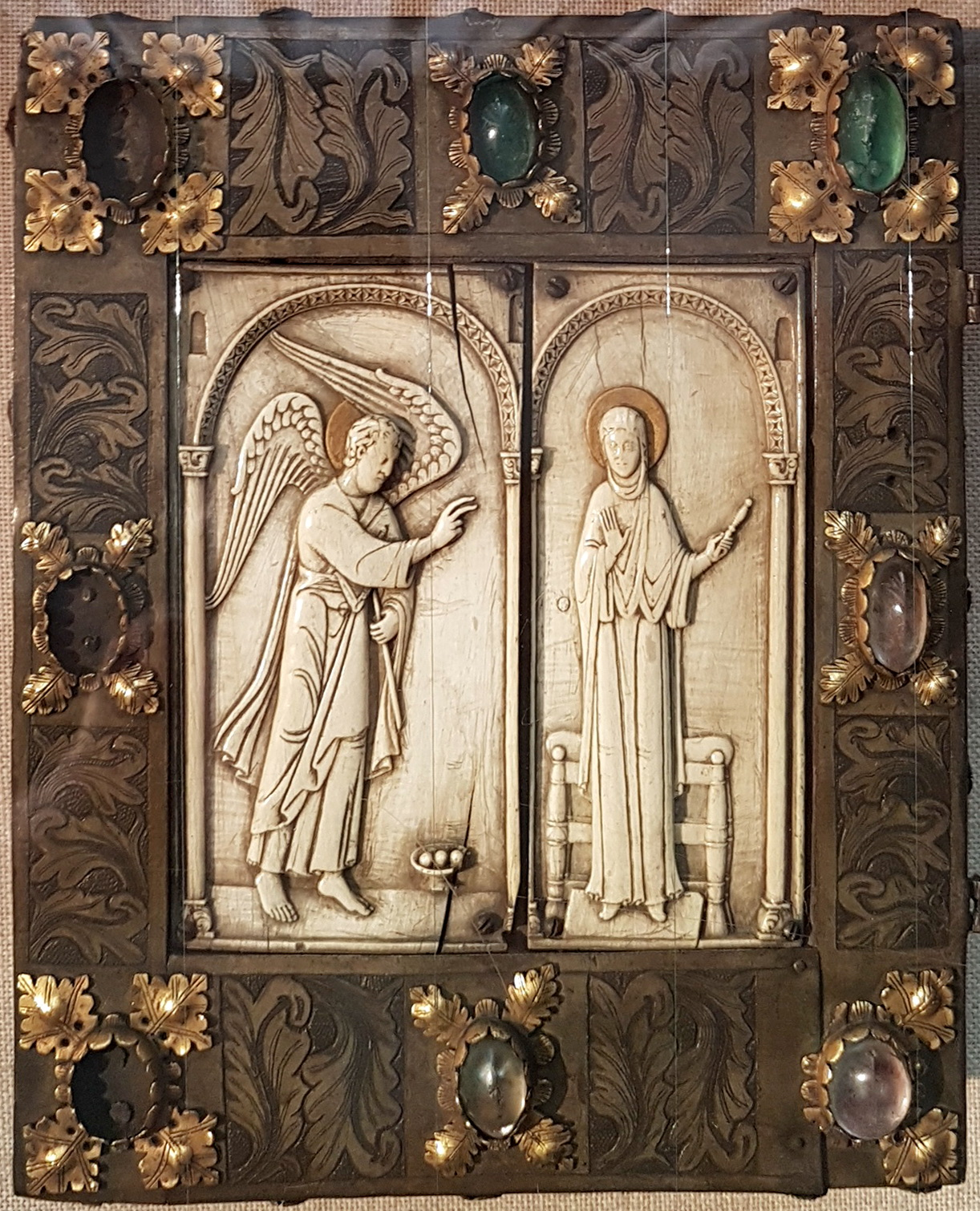
Saksische boekomslag
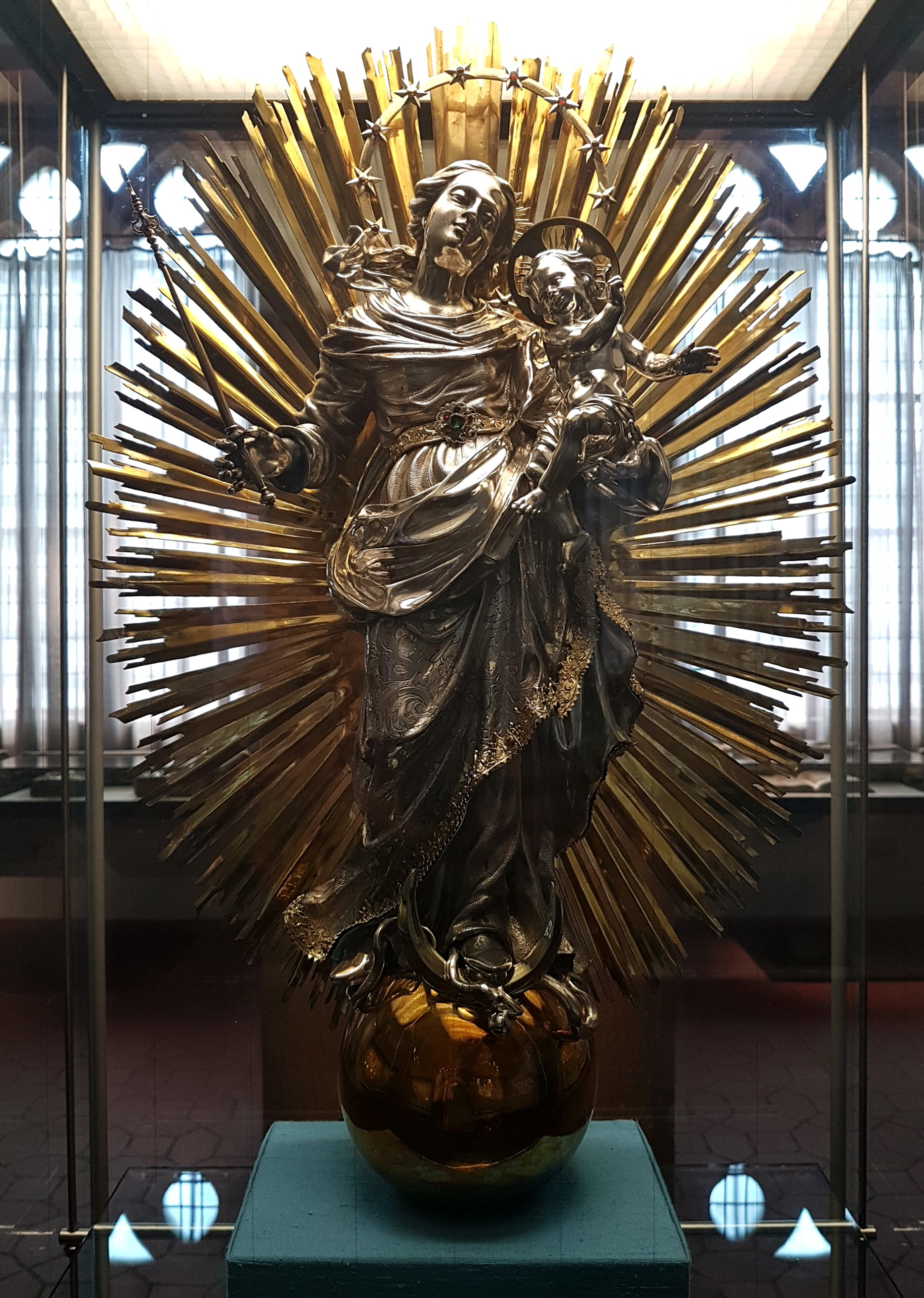
Zilveren madonna

### Boeken en handschriften
Enkele hoogtepunten uit de collectie historische boeken en middeleeuwse handschriften:
- Triers Evangeliarium, Ms. 61 (Trier of Echternach, 1e helft 8e eeuw).
- Simeonscodex of Codex Simeonis, Grieks lectionarium met ivoren boekomslag (10e/11e eeuw).
- Helmarshauser Evangeliarium, geschreven door Theophilus Presbyter in het Klooster Helmarshausen bij Bad Karlshafen (Helmarshausen, ca. 1100).
- Perikopenboek van Kuno II van Falkenstein, aartsbisschop van Trier van 1362-1388 (Trier, ca. 1380).